# Opus Construtech
Opus Construtech é uma empresa brasileira que atua no setor de construções modulares. Com sede em Minas Gerais, é especializada na produção de módulos isotérmicos em aço.

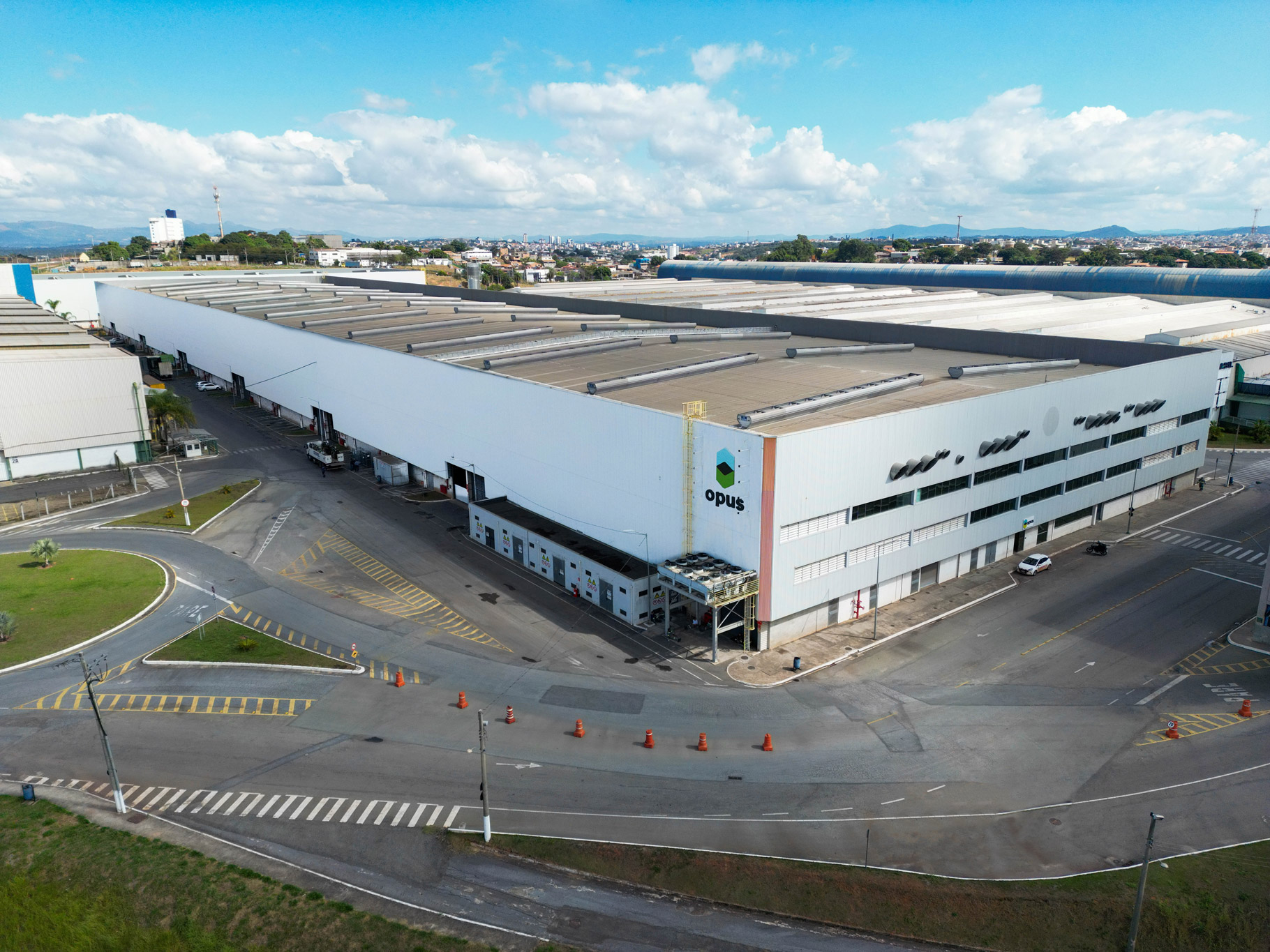
Unidade industrial da Opus Construtech localizada em Betim, Minas Gerais.

## Origem e expansão
A companhia foi fundada em 2017 por Felipe Ventura (CEO), Frederico Moretzsohn (COO) e Leonardo Geo (CFO). Segundo reportagem da Exame, a empresa registrou um crescimento de 500% no faturamento nos últimos anos.
A decisão de atuar no setor de construções modulares surgiu da percepção dos fundadores sobre a necessidade de soluções mais sustentáveis para a construção civil, um dos setores de maior impacto ambiental.
A proposta inicial foi incorporar à construção modular conceitos da industrialização presentes em outros setores, como o automotivo, adotando metodologias associadas à automação e robotização industrial.
A unidade industrial está localizada em Betim, Minas Gerais, onde são produzidos os módulos. A empresa também conta com centros de montagem em Parauapebas (PA), São Luís (MA), Serra (ES) e Três Lagoas (MS), além de escritórios administrativos em Nova Lima (MG) e São Paulo (SP).